# Gelis anatolicus
Gelis anatolicus är en stekelart som beskrevs av Schwarz 1998. Gelis anatolicus ingår i släktet Gelis och familjen brokparasitsteklar. Inga underarter finns listade i Catalogue of Life.